# Après la vie
Après la vie je francouzsko-belgický dramatický film z roku 2003, který režíroval Lucas Belvaux podle vlastního scénáře. Film je součástí trilogie, jejíž další dvě části jsou Cavale a Un couple épatant. Snímek měl světovou premiéru na Mezinárodním filmovém festivalu v Torontu dne 12. září 2002.

## Děj
Pascal Manise je policista, jehož manželka Agnès je závislá na morfiu. Už když se potkali, brala drogy. Jediné, co může Pascal udělat, je ochránit ji před naprostým pádem. Domluví se s Jaquillatem, překupníkem z Grenoblu, který mu dodává morfium. Výměnou za to Pascal přivírá oči nad jeho nelegálním obchodem. S manželkou nikdy nikam nechodí společně a nemají stejné přátele. Až do dne, kdy ho seznámí s Cécile, která má problém se svým manželem Alainem. Během vyšetřování se Pascal postupně sblíží s Cécile, až se do ní zamiluje.

## Obsazení
| Dominique Blancová | Agnès Manise    |
| Gilbert Melki      | Pascal Manise   |
| Ornella Muti       | Cécile Coste    |
| Catherine Frot     | Jeanne Rivet    |
| François Morel     | Alain Coste     |
| Lucas Belvaux      | Bruno Le Roux   |
| Patrick Descamps   | Jacquillat      |
| Alexis Tomassian   | Banane          |
| Raphaële Godin     | Louise          |
| Thomas Badek       | tajný agent     |
| Valérie Mairesse   | Claire          |
| Jean-Henri Roger   | soused          |
| Bourlem Guerdjou   | učitel          |
| Sophie Cattani     | dívka           |
| Bernard Mazzinghi  | Georges Colinet |
| Olivier Darimont   | Francis Rivet   |

## Ocenění
- Cena André-Cavense za nejlepší belgický film
- Cena Louise Delluca